# Frans Orbell
Frans Emil Orbell, född 14 september 1904 i Bosarps församling, Malmöhus län, död 30 oktober 1978, var en svensk jurist och kommunalborgmästare.
Orbell var son till lantbrukaren Alfred Olsson och Hanna Larsson och från 1936 gift med Ingrid Neuman. Han avlade studentexamen 1923 och blev juris kandidat vid Lunds universitet 1932. Därefter genomförde tingstjänstgöring 1933–1935, var biträdande jurist vid en advokatbyrå 1936, biträdande stadsombudsman i Växjö stad 1937, kommunalborgmästare i Lysekils stad 1938–1944 och innehade motsvarande befattning i Solna stad 1944–1970. .
I Lysekil fick Orbell via tyska generalkonsulatet ett tackbrev från Hitler för de insatser stadens befolkning gjorde i samband ned torpederingen av S/S Amasis. Tillsammans med Vilhelm Blomquist gav han ut boken Hagalund, 22 teckningar från åren 1948-1958.